# Fernando García Navarro
Fernando García Navarro (Linares, 30 de agosto de 1961) es un político y abogado español adscrito al Partido Popular. Experto en Urbanismo por la Universidad de Cádiz. Fue alcalde de la ciudad andaluza de Bornos desde el 14 de junio de 2003 al 11 de junio de 2011, y Senador por la provincia de Cádiz en la IX Legislatura desde el 9 de marzo de 2008 al 26 de septiembre de 2011.

## Biografía
Está casado y es padre de dos hijas. Licenciado en Derecho por la Universidad de Sevilla, fue alcalde de Bornos entre 2003 y 2011. Fue senador por la provincia de Cádiz en la IX Legislatura desde 2008 a 2011.
Fue concejal del Ayuntamiento de Bornos entre 1995 y 2011, y alcalde de ese mismo Ayuntamiento entre 2003 y 2011, miembro de la Comisión provincial de Ordenación del Territorio y Urbanismo de la Junta de Andalucía, presidente del Consorcio Provincial de Bomberos de Cádiz entre diciembre de 2011 y noviembre de 2015, presidente de la Asociación Nacional de Consorcios de Bomberos de España entre 2011 y 2015, fue presidente del Partido Popular de Bornos entre 1993 y 2011. Actualmente es socio director del Bufete Constitución. 